# دنیس پور
دنیس پور (به انگلیسی: Dennis Poore) (۱۹ اوت ۱۹۱۶ – ۱۲ فوریهٔ ۱۹۸۷) کارآفرین، سرمایه‌گذار، و در پاره‌ای اوقات رانندهٔ مسابقات فرمول یک اهل بریتانیا بود.